# Ksar El Hirane
Ksar El Hirane è un comune dell'Algeria, situato nella provincia di Laghouat.